# Kurwar
Kurwar fou un estat tributari protegit, una taluka de l'Oudh al districte de Sultanpur, regit per una branca de la família Bachgoti. Els talukdars del segle XIX foren Rai Shitla Bakhsh Singh, el seu fill Kalka Bakhsh Singh, el germà d'aquest, Madhi Pratap Sing (que va assolir el poder el 23 de novembre de 1857), la rani Kishnath Kunwar, que va adoptar al successor i va morir el 1885, i el successor Raja Pratap Bahadur Singh.